# Македонска федеративна емигрантска организация
Македонската федеративна организация е българска политическа организация на дейци от областта Македония. Членовете ѝ са главно бивши революционери от Вътрешната македоно-одринска революционна организация. Тя е образувана в края на 1920 година със съдействието на правителството на Българския земеделски народен съюз, като активна роля в нея играят вътрешният министър Александър Димитров и близкият до него началник на Бюрото за бежанците Гьорче Петров.
Към МФО се създава четническа организация Вътрешна македонска федеративна революционна организация (ВМФРО), която води сражения както със сръбски части, така и с чети на ВМРО.

## Основаване
След Втория велик събор на Съюза на македонските братства от есента на 1920 година шестдесет делегати, начело с Христо Далкалъчев, Никола Юруков, Филип Атанасов, Христо Татарчев, Александър Димитров, Владислав Ковачев, Милан Грашев, Йордан Анастасов се отцепват от организацията и създават Временна комисия на македонските братства в България.
Учредителен конгрес на организацията се свиква в на 4 декември 1921 година и се формулират основните цели на организацията – независима федеративна Македония при пълно равенство на населяващите я народности, за да послужи като съединително звено между балканските държави в бъдещата Балканска федерация. Легалното крило се нарича Македонска емигрантска федеративна организация (МЕФО), а нелегалното Вътрешна федеративна македонска революционна организация (ВФМРО).

## Разцепление
Скоро след това Никола Юруков оглавява легалната ѝ фракция, а Филип Атанасов поема нелегалната. В Тирана федералистите Филип Атанасов, Павел Христов, Ангел Попвасилев, Христо Цветков и Крум Зографов се уговарят с Александър Протогеров, от страна на автономистите, за примирие и съвместна дейност и привличане на албанските революционери на тяхна страна (косовския албански комитет на Реджеп Митровица и Бедри Пеяни, с Хасан бей Прищина и Ахмед Зогу). Постигат съгласие да установяват ръководните си органи в Албания, за да се разграничават от управляващите среди в България. Тодор Александров скоро след това отхвърля договореностите. Федералистите канят на нова среща Александър Протогеров във Виена, но той отказва.
През април-май 1922 г. е формиран нелегален Централен революционен федеративен комитет в състав Крум Зографов, Александър Панов, Григор Циклев, Велко Мандарчев, Заре Секулички и Лазар Тодоров. Комитетът има и Задгранично представителство, в което влизат Филип Атанасов, Никола Юруков и дотогавашните най-близки сътрудници на Александров Славе Иванов и Стоян Мишев. През април 1922 г. е организирана специална чета с войвода Крум Зографов, която има за задача да ликвидира намиращия се във Вардарска Македония Александров и да постави под контрола на федералистите създадената от него организационна мрежа. Организацията на свой ред на 22 август 1922 година обявява Пиринска Македония за своя „държава в държавата“, подкрепена от Конституционния блок, и създава революционни мрежи като в гръцка и сръбска Македония, назначава собствени съдии и полиция, и събира данъци.
Една част от привържениците на МФО създават краткотрайна организация във вътрешността на Македония, а други преминават на служба към сръбските власти като организацията губи и без това незначителното и влияние сред македонските българи. Впоследствие част от дейците ѝ са убити от привърженици на Тодор Александров, а по-късно на Иван Михайлов.

## Дейност
Между 14 и 17 октомври 1922 година чети на ВМРО начело с Алеко Василев и Георги Атанасов окупират Неврокоп в така наречената Неврокопска акция на ВМРО и прогонват четата на федералистите на Тодор Паница. Деецът на федералистката организация Григор Циклев в Кюстендил на 17 ноември 1922 година убива Велин Алайков, участник в преговорите между ВМРО и враждебното ѝ земеделско правителство на Александър Стамболийски. В отговор ВМРО извършва така наречената Кюстендилска акция на ВМРО.
Федералистите се опитват да получат подкрепата на Коминтерна. Още в 1922 година Павел Шатев и мисията на Руския червен кръст в България осигуряват контакт на МФО с Москва. През юни 1923 година Филип Атанасов и Славе Иванов разговарят в Москва с Феликс Дзержински, Карл Радек, Георгий Чичерин и Михаил Трилисер. По същото време в Москва е и делегация на ВМРО от Михаил Монев и Димитър Влахов.
През януари 1923 година легалната МЕФО се влива в Съюза на македонските братства, като печатните им органи „Автономна Македония“ и „Македония“ се сливат и създават „Независима Македония“. Впоследствие федералистите основават нов вестник „Македонско съзнание“, издаван в Белград и поддържащ проюгославски позиции.
От друга страна Тодор Паница се отцепва и основава собствена МФО, като през 1924 година се сближава с автономистите, и заедно с тях взима участие в изготвянето на Майския манифест на ВМРО. През 1925 година под ръководството на Тодор Паница и със съдействието на Гърция и Кралска Югославия в трите дяла на Македония действат федеративни чети, чиято цел е да унищожат ВМРО. ВМРО обезкървавява федералистите като прочиства Пиринска Македония от тях (вижте Дъбнишка акция на ВМРО), а Менча Кърничева убива водачът им Тодор Паница. В отговор Гърция и Кралска Югославия създават паравоенните организации Гръцки македонски юмрук и Сдружение против българските бандити за борба с ВМРО.
Междувременно, част от дейците на МФО се присъединяват към Българската комунистическа партия, а след създаването на ВМРО (обединена) през 1925 година, МФО практически престава да съществува.